# B.J. Raymond
Benjamin Eugene Raymond III (Boston, 8 maart 1987) is een Amerikaans voormalig basketballer.

## Carrière

### Als speler
Raymond speelde collegebasketbal voor de Xavier Musketeers van 2005 tot 2009. Hij werd niet gekozen in de NBA draft van 2009. Hij tekende zijn eerste profcontract bij de Belgische eersteklasser Okapi Aalstar. In 2010 tekende hij een contract bij Anibal Zahle uit Libanon. Vervolgens speelde hij vanaf februari 2011 voor het Sloveense KK Helios Domžale. Van 2011 tot 2012 speelde hij voor het Cypriotische Apollon Limassol BC en daarna  vanaf maart 2012 bij het Argentijnse CA Boca Juniors. Hij speelde in het seizoen 2012/13 bij SK SJSS Akademia uit Georgië.
Voor het seizoen 2013/14 tekende hij bij de Finse eersteklasser Tampereen Pyrintö. Na een seizoen ging hij spelen voor de Italiaanse tweedeklasser Pallacanestro Biella. De volgende twee seizoenen speelde hij voor reeksgenoot Basket Ferentino. Ook in het seizoen 2017/18 bleef hij in de Italiaanse tweede klasse en ging spelen voor Latina Basket. Hij speelde een laatste seizoen in Italië voor Andrea Costa Imola opnieuw in de tweede klasse.
In 2019 keerde hij terug naar Tampereen Pyrintö en speelde er een seizoen. In 2020 ging hij spelen voor de Belgische eersteklasser Phoenix Brussels waar hij ook kapitein was. Hij speelde nog een laatste seizoen profbasketbal voor de Kobrat. Hij speelde in de zomer van 2022 nog voor de Zip Em Up in The Basketball Tournament als speler/coach.

### Latere carrière
In 2022 keerde hij terug naar de Xavier Musketeers als een graduate program assistant.

## Erelijst
- Georgisch landskampioen: 2013
- Georgisch bekerwinnaar: 2013
- Fins landskampioen: 2014